# Karpasia

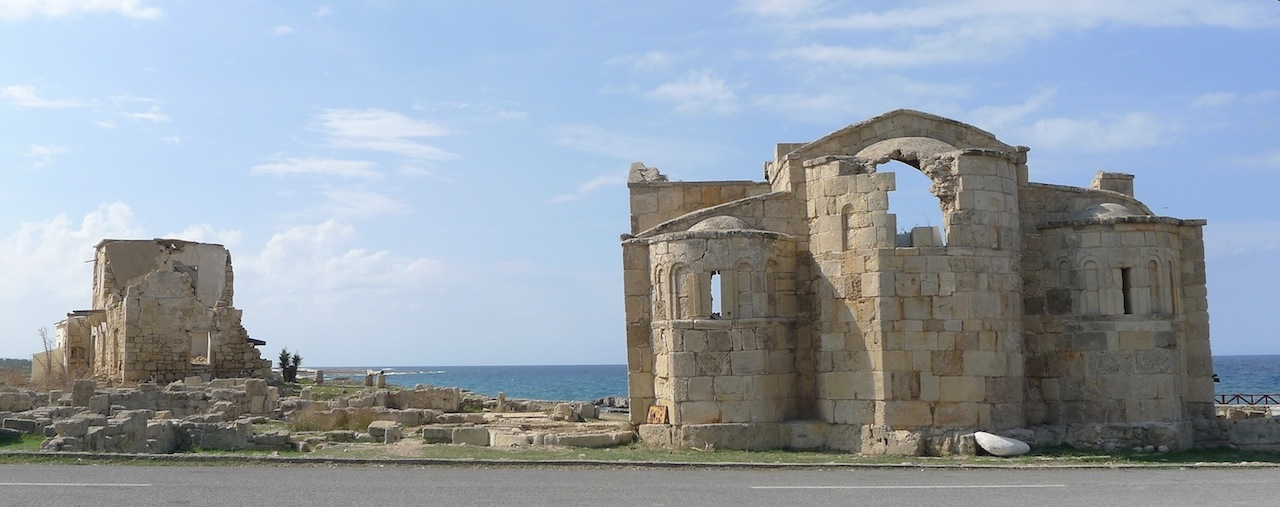
Agios Philon bei Karpasia

Karpasia (altgriechisch Καρπασία, lateinisch Carpasia) war eine antike Stadt an der Nordküste der Halbinsel Karpas im Nordosten der Mittelmeerinsel Zypern.

## Lage
Koordinaten: 35° 37′ N, 34° 21′ O
Laut Strabo lag Karpasia gegenüber dem Kap Sarpedon. Von Karpasia sind es 30 Stadien bis zum südlichen Meer und den Karpasischen Inseln. Karpasia hatte einen Hafen.

## Geschichte

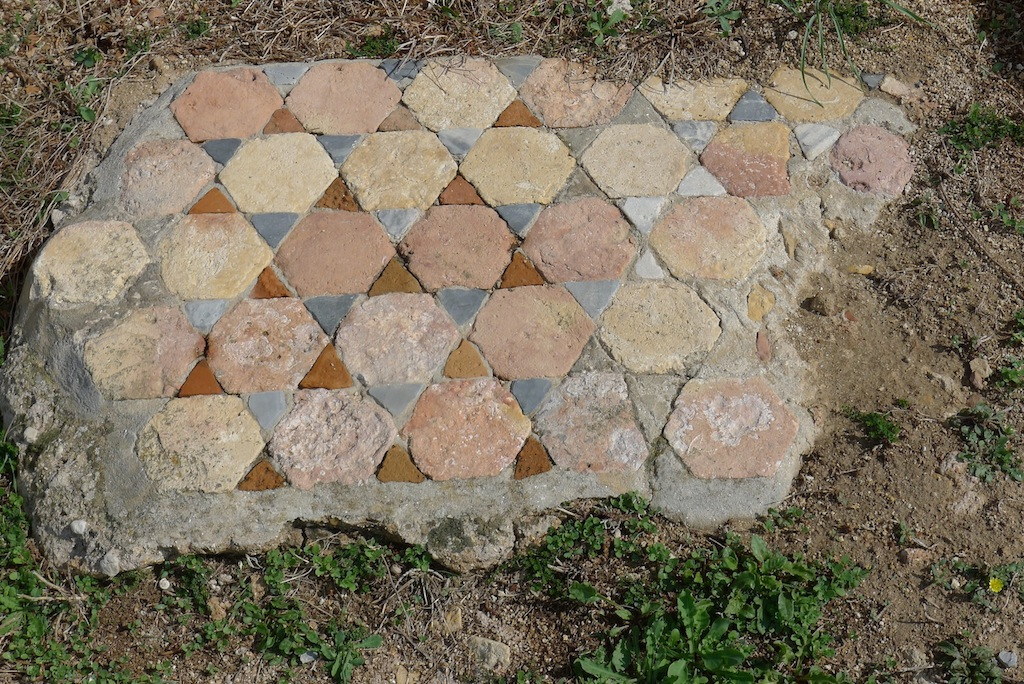
Bodenmosaik im Exonarthex von Agios Philon

Der Legende nach soll Karpasia von Pygmalion, dem König von Sidon, gegründet worden sein (Hellanikos von Lesbos, Pseudo-Skylax). Terence Bruce Mitford sieht dies als Hinweis auf einen phönizischen Ursprung. Er lokalisiert die Stadt in Agios Philon (Ayfilon) an der Westküste des Karpas unweit von Rizokarpaso.
Im Jahre 306 v. Chr. landete Demetrios Poliorketes auf seinem Feldzug gegen Ptolemaios I. in Karpasia. Bewohner von Karpasia nahmen im 2. Jahrhundert an den panathenaischen Spielen teil. Eine Marmor-Inschrift aus dem Cyprus Museum zu Ehren eines gewissen Sophanes von Achaia, deren Fundort nicht bekannt ist, belegt die Anwesenheit einer ptolemäischen Garnison in Karpasia.
In der Spätantike war Karpasia christlicher Bischofssitz. Auf diesen geht das Titularbistum Carpasia zurück. Die Stadt wurde nach arabischen Angriffen in frühbyzantinischer Zeit, im 9. Jahrhundert, aufgegeben.